# شيطان جيرسي
شيطان جيرسي هو مخلوق أسطوري يقال أنه يعيش في منطقة باين بارينز في جنوب نيو جيرسي في الولايات المتحدة. غالبا ما يوصف المخلوق بأنه طائر ذو قدمين وله حوافر، ولكن هناك العديد من الاختلافات بين الروايات. الوصف الشائع للمخلوق هو أنه مخلوق يشبه الكنغر وله رأس ماعز، وله أجنحة جلدية كالخفافيش وقرون وأذرع صغيرة وله مخالب على يديه وظلف مشقوق وذيل متشعب. وقال الشهود أنه يتحرك بسرعة، وغالبا ما يوصف بأنه يطلق «صرخة تجمد الدم في العروق».

## أصل الأسطورة
كانت قبائل لينابي تدعو المنطقة "Popuessing" وتعني «مكان التنين». وسمى المستوطنون السويديون المنطقة Drake Kill (كلمة "drake" تعني تنين، و"kill" تعني قناة أو ذراع من البحر.

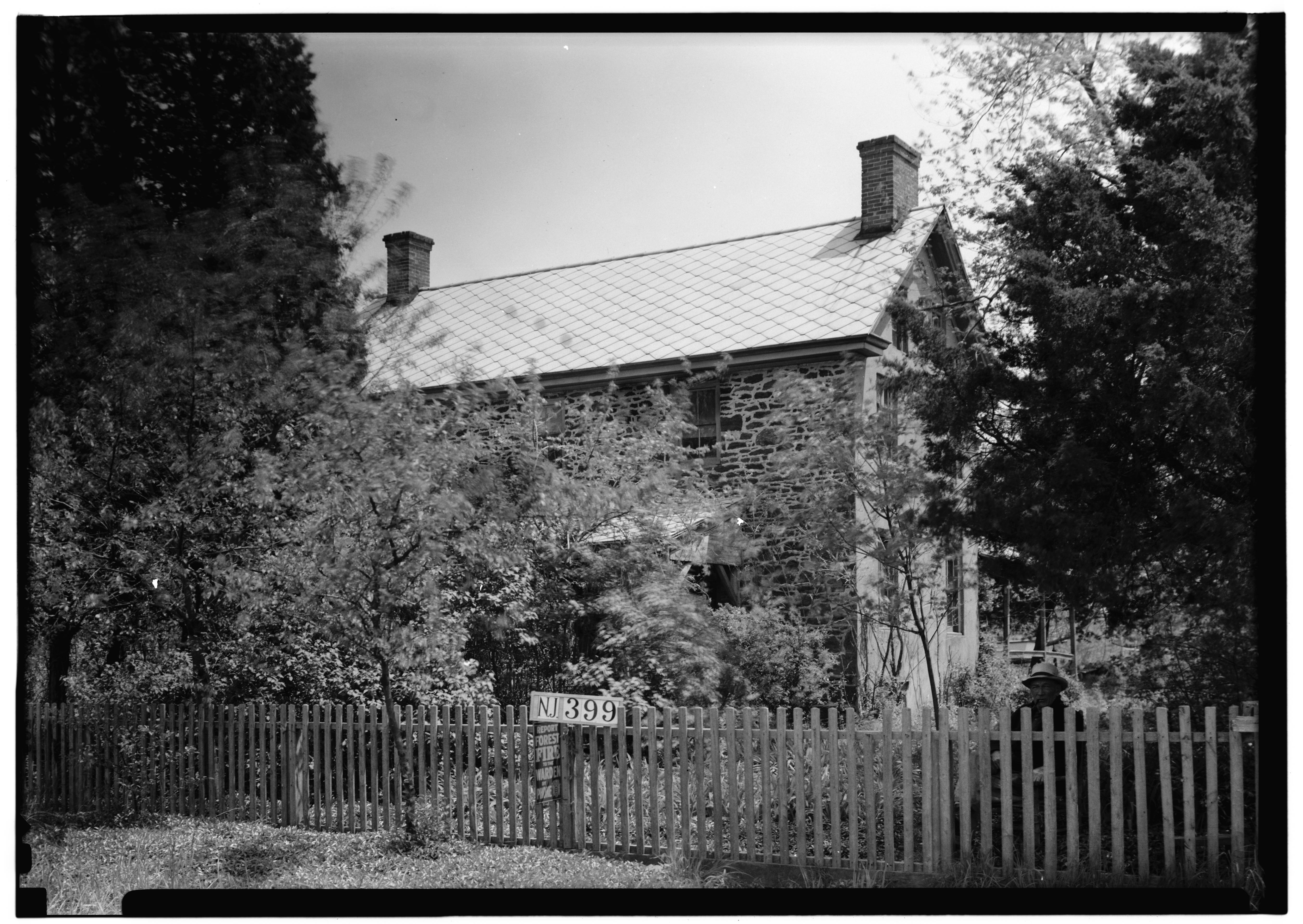
بيت جافيت ليدز، على طريق موس ميل، في ليدز بوينت، مقاطعة أتلانتيك، نيوجيرسي (حوالي 1937)

تقول القصة الشعبية الأصلية أن امرأة تدعى الأم ليدز أنجبت 12 طفلا، وبعد أن حملت بالطفل الثالث عشر، قيل أن هذا الطفل هو الشيطان. في عام 1735، أتاها المخاض في ليلة عاصفة وتجمع الأصدقاء حولها. قيل أن الأم ليدز كانت ساحرة وأن والد الطفل هو الشيطان نفسه. ولد الطفل بشكل طبيعي، لكنه شكله تغير إلى مخلوق بحوافر ورأس ماعز وأجنحة خفافيش وذيل متشعب. بدأ المخلوق بالهدير والصراخ، وقتل القابلة قبل أن يطير عبر المدخنة، وخرج من القرية واتجه نحو أشجار الصنوبر. في عام 1740 قام رجل دين بطرد الشيطان لمدة مائة سنة، ولم يشاهد مرة أخرى حتى عام 1890.
حدد بعض الباحثين «الأم ليدز» باسم ديبورا ليدز،  على أساس أن زوج ديبورا ليدز، ويدعى جافيت ليدز، وضع اثني عشر طفلا في وصيته التي كتبها في عام 1736،  وهو ما يتوافق مع الأسطورة. كما عاش جافيت وديبورا ليدز في منطقة ليدز بوينت وهي الآن في مقاطعة أتلانتيك، نيو جيرسي،  وهي تعتبر موقع قصة شيطان جيرسي.
وكتب برايان ريغال، مؤرخ العلوم في جامعة كين، أن الأم ليدز كانت مجرد جزء من أسطورة شعبية حول الشيطان نشأت في القرن العشرين. يؤكد ريغال ان «مكائد سياسية قديمة ومنسية من الحقبة الاستعمارية» حول سياسي من نيو جيرسي يدعى دانيال ليدز (1651-1720) أدت إلى تصوير أسرة ليدز بأنهم «وحوش سياسية ودينية»، وكانت صورته السلبية باسم «الشيطان ليدز» هي التي ولدت أسطورة شيطان جيرسي. وكما يقول ريغال:
وافق الكاتب برايان دانينغ من موقع Skeptoid أيضا أن قصة «شيطان ليدز» قد تكون ظهرت لتشويه سمعة دانيال ليدز.

## لقاءات مسجلة
هناك مزاعم كثيرة عن مشاهدات وحوادث حول شيطان جيرسي.
ذكر أن العميد ستيفن ديكاتور كان يزور مصنع هانوفر لتفقد عملية صنع كرات المدافع، وشاهد مخلوقا طائرا يرفرف بأجنحته وأطلق قذيفة مباشرة عليه دون جدوى.
زعم جوزيف بونابرت، الشقيق الأكبر لنابليون، أنه شاهد شيطان جيرسي أيضا وهو يصيد على أرضه في بوردنتاون حوالي العام 1820. وفي عام 1840، وجهت للشيطان تهمة قتل عدد من الماشية. وردت أنباء عن اعتداءات مماثلة في 1841، رافقت المشاهدات آثار أقدام وأصوات صراخ. ولكن يعيب الأمر نقص السجلات المعاصرة للأحداث المفترضة.
ظهرت صور لجثة تطابق وصف شيطان ليدز في غرينتش في ديسمبر 1925. وأطلق أحد المزارعين المحليين النار على حيوان مجهول حاول سرقة دجاجاته. زعم بعد ذلك أنه عرض المخلوق على مائة شخص ولم يتعرف أحد منهم عليه. وفي 27 يوليو 1937، تمت مشاهدة حيوان غير معروف «له عيون حمراء» من قبل سكان داوننغتاون، بنسلفانيا وتمت مقارنته بشيطان جيرسي من قبل مراسل في جريدة بنسلفانيا بوليتين بتاريخ 28 يوليو 1937. وفي عام 1951، زعم فتيان من غيبزتاون، نيو جيرسي أنهم شاهدوا وحشا يطابق وصف الشيطان  وقيل أن جثة عثر عليها في عام 1957 تطابق وصف شيطان جيرسي. وفي عام 1960، تم التبليغ عن آثار أقدام وأصوات ضوضاء قرب ميز لاندينغ وأنها تخص شيطان جيرسي. وخلال العام نفسه عرض التجار في منطقة كامدن مكافأة 10,000 دولار لمن يأسر شيطان جيرسي، حتى أنهم عرضوا بناء حديقة حيوان خاصة لإيواء المخلوق إذا تم القبض عليه.

### مشاهدات العام 1909
خلال الأسبوع الممتد من 16 حتى 23 يناير 1909، نشرت الصحف في ذلك الوقت مئات المواجهات المزعومة مع شيطان جيرسي في جميع أنحاء الولاية. ومن بين هذه المواجهات التي نشرت في هذا الأسبوع أن المخلوق هاجم عربة ترام في هادون هايتس ونادي اجتماعي في كامدن. قيل أن الشرطة في كامدن وبريستول، بنسلفانيا أطلقت النار على المخلوق دون جدوى. تكلمت تقارير في البداية عن آثار مجهولة الهوية في الثلج، ولكن ذكرت مشاهدات عن مخلوقات تشبه شيطان جيرسي جميع أنحاء جنوب جيرسي وأماكن بعيدة مثل ولاية ديلاوير  وغرب ميريلاند. أدت التغطية الصحيفة الواسعة إلى حالة من الذعر في مناطق وادي ديلاوير ما دفع عددا من المدارس لإغلاق أبوابها والعمال على البقاء في المنزل. وأشيع خلال هذه الفترة أن حديقة حيوان فيلادلفيا عرضت مكافأة 10,000 دولار مقابل روث المخلوق. أدى هذا العرض لتقديم مجموعة متنوعة من الخدع، بما في ذلك كنغر بأجنحة اصطناعية.

## التفسيرات
يعتقد المشككون أن شيطان جيرسي ليس إلا مجرد قصة ابتدعها المستوطنون الإنجليز، أو قصص البعبع التي رواها سكان باين بارينز للترفيه عن الأطفال، والشائعات التي نشأت من الصورة السلبية للسكان المحليين. كتب عالم الفولكلور يان هارولد برونفاند أن انتشار الثقافة الشعبية المعاصرة قد حل محل أساطير شيطان جيرسي التقليدية. يعتقد الباجث جيف برونر من جمعية الرفق بالحيوان في ولاية نيو جيرسي أن الكركي الكندي هو أساس قصص شيطان جيرسي، مضيفا أنه «لا توجد صور أو عظام أو أدلة دامغة على الإطلاق، والأسوأ من ذلك كله، لا يوجد أي تفسير لأصل الحكاية لا يتطلب الاعتقاد بالخوارق». قضى المؤلف توم براون الابن عدة أشهر وهو يعيش في براري باين بارينز. وتحدث عن عدة مناسبات عندما ظنه الرحالة الخائفون شيطان جيرسي، بعد أن غطى جسده كله بالطين لإبعاد البعوض.
هناك مجموعة في نيو جيرسي تسمى «صائدو الشيطان» ويشيرون إلى أنفسهم على أنهم «الباحثون الرسميون عن شيطان جيرسي»، وتكرس وقتها لجمع التقارير، وزيارة المواقع التاريخية، وعمليات الصيد الليلية في المنطقة «لإيجاد دليل على أن شيطان جيرسي موجود في الواقع».

### الخدع
أشار جوردون شتاين في موسوعة الخدع (1993) أن آثار الأقدام المزعومة للشيطان التي عثر عليها في عام 1909 تشبه حافر الحصان. وقال شتاين أن رجلا اعترف في وقت لاحق انه زوّر بعض هذه الآثار.
وقد زعم جيف تيبالز في كتابه «أكبر الخدع في العالم» (2006) أن نورمان جيفريز كان متورطا في خدع شيطان جيرسي:
كما قام أيضا بوضع قصص صحيفة عن مشاهدات جديدة من الشيطان. وفي عام 1909، اشترى جيفريز مع صديقه جاكوب هوب، مدرب الحيوانات، كنغر من السيرك وألصقوا عليه مخالب وأجنحة خفافيش وهمية. أعلنوا للجمهور أنهم قبضوا على الشيطان وعرضوه في المتحف. اعترف جيفريز بالخدعة بعد عشرين عاما.

## في الثقافة الشعبية
أصبح شيطان جيرسي رمزا ثقافيا في الولاية، وألهم عدة منظمات لاستخدام اللقب. لعب فريق جيرسي ديفلز في دوري الهوكي الشرقي من عام 1964 إلى 1973. وعندما انتقل فريق كولورادو روكيز إلى ولاية نيو جيرسي في عام 1982، صوت استطلاع المعجبين لإعادة تسمية هذا الفريق باسم نيوجيرسي ديفلز.
في مارس من عام 2012، استقبل بروس سبرينغستين جمهور فيلادلفيا بوصفه «السيد بالاندز، شيطان جيرسي بنفسه». وقد ظهرت جيرسي الشيطان أيضا في العديد من البرامج التلفزيونية والأفلام،  وألعاب الفيديو،  ووسائل الإعلام الأخرى.

## قراءات أخرى
- Weird NJ: Your Travel Guide to New Jersey's Local Legends and Best Kept Secrets by Mark Sceurman and Mark Moran, Barnes & Noble ISBN 0-7607-3979-X
- The Jersey Devil, by James F. McCloy and Ray Miller, Jr., Middle Atlantic Press. ISBN 0-912608-11-0
- "The Jersey Devil: The Real Story". by Brian Regal.
- The Domestic Life of the Jersey Devil, or, BeBop's Miscellany by Bill Sprouse, Oyster Eye Publishing (2013). ISBN 978-0-9899522-0-0.
- The Jersey Devil by JJ Crane ISBN 978-1-5141-0433-0

## وصلات خارجية
- The Devil Hunters: The Official Researchers of The Jersey Devil
- Skeptoid #282: The Jersey Devil at برايان دونينغ
- Paranormal researcher Joe Nickell on the Jersey-Devil Expedition, May 2010
- The Jersey Devil: Legends, Eyewitness Accounts and Video Documentary
- Pinelands Preservation Alliance - Jersey Devil Hunt & Pinelands Folklore
- What is the Jersey Devil New Jersey Digital Highway